# Holocentropus scissus
Holocentropus scissus là một loài Trichoptera hóa thạch trong họ Polycentropodidae.